# Liste der Monuments historiques in Châtel-sur-Moselle
Die Liste der Monuments historiques in Châtel-sur-Moselle führt die Monuments historiques in der französischen Gemeinde Châtel-sur-Moselle auf.

## Liste der Immobilien
| Bezeichnung                   | Beschreibung                             | Standort                  | Kennzeichnung | Schutzstatus   | Datum | Bild           |
| ----------------------------- | ---------------------------------------- | ------------------------- | ------------- | -------------- | ----- | -------------- |
| Kloster Notre-Dame            | bezeichnet 1710; heute Museum            | 8 rue des Capucins (Lage) | PA00107108    | Inscrit        | 1977  |                |
| Kirche St-Laurent             | aus dem 15. Jahrhundert                  | Rue de l’Église (Lage)    | PA00107106    | Classé         | 1907  | weitere Bilder |
| Château de Châtel-sur-Moselle | Ruine einer Festung des 15. Jahrhunderts | Rue des Capucins (Lage)   | PA00107107    | Classé Inscrit | 1988  | weitere Bilder |

## Liste der Objekte
| Bezeichnung              | Beschreibung                           | Standort                        | Kennzeichnung | Schutzstatus | Datum | Bild |
| ------------------------ | -------------------------------------- | ------------------------------- | ------------- | ------------ | ----- | ---- |
| Pietà                    | Stein, farbig gefasst, 16. Jahrhundert | in der Kirche St-Laurent (Lage) | PM88000127    | Classé       | 1965  |      |
| Skulptur Heilige Anna    | Holz, farbig gefasst, 16. Jahrhundert  | in der Kirche St-Laurent (Lage) | PM88000128    | Classé       | 1965  |      |
| Skulptur Heiliger Rochus | Holz, farbig gefasst, 16. Jahrhundert  | in der Kirche St-Laurent (Lage) | PM88000129    | Classé       | 1965  |      |